# Mercedes Simplex
Mercedes Simplex — серия легковых автомобилей, выпускавшихся немецкой компанией Daimler Motoren Gesellschaft в 1902—1909 годах в Штутгарте, Германия, и пришедшая на замену модели «Mercedes 35 PS». Разработана инженером Вильгельмом Майбахом и развивает концепции, применённые им при конструировании своего предшественника. Второе поколение автомобилей компании, в названии которого фигурирует слово «Mercedes».
После создания «Mercedes 35 PS» инженеры задумались об упрощении конструкции и увеличении комфорта производимых ими транспортных средств. Эти идеи они воплотили в новом автомобиле, сделав его простым в эксплуатации (для своего времени), благодаря чему модель и получила своё название. Широкая гамма двигателей и кузовов, а также успехи в гонках положительно сказались на известности марки «Mercedes» и укреплении предприятия на рынке автопроизводителей.

## История

### Предпосылки
Создание Mercedes 35 PS, предшественника модели «Simplex», послужило серьёзному подъёму репутации компании Daimler-Motoren-Gesellschaft как производителя транспортных средств благодаря кропотливой работе Вильгельма Майбаха и энтузиазму Эмиля Еллинека, широко рекламировавшего автомобили компании в автоспорте и за рубежом. Популярность первой модели с названием «Mercedes» была очень высокой, и автомобиль пользовался успехом в высшем европейском обществе. В 1902 году Вильгельм задумался об упрощении принципов эксплуатации автомобиля, чем хотел значительно увеличить показатели продаж предприятия. Кроме того, наиболее приоритетными направлениями при работе над новой моделью были выбраны повышение мощности и повышение надёжности транспортного средства. Для широкой рекламы новой модели было решено демонстрировать её публично в самых популярных уголках города: парках, основных транспортных магистралях и тому подобном.

### Создание
Новый автомобиль был разработан уже в 1902 году. Он получил ещё более широкую колёсную базу, чем у предшественника, увеличенный по производительности двигатель, а также обновление инструментов управления транспортным средством, упрощающее его эксплуатацию. Модельный ряд состоял из двигателей мощностью 20, 28 и 40 лошадиных сил. Первые два варианта были выпущены в марте 1902 года и уже в апреле доминировали на Nice Race Week. 7 апреля модель, которой управлял Альберт Леметр, не только выиграла гонку Ницца—Ла-Тюрби (с максимальной скоростью 86 км/ч), но и приняла участие в спринте и заезде на длинную дистанцию в 392 км.
Первый автомобиль с двигателем мощностью в 40 л. с. был доставлен в марте 1902 года американскому миллиардеру и гонщику-энтузиасту Уильяму К. Вандербильту-младшему, основателю кубка Вандербильта, который установил несколько рекордов на предыдущем автомобиле компании. Весной того же года модель установила рекордную отметку скорости на дороге из Абли в Шартр в 111,8 км/ч, несколько иных рекордов скорости на суше, а также одержала победу на треке длиной в 5 миль в Гросс-Пойнте, Детройт, США. Другая аналогичная модель была доставлена Эмилю Еллинеку в Ницу 1 марта 1902 года. Как и предшественник, она в кратчайшие сроки одержала победу в соревнованиях на подъём в гору из Ниццы в Ла-Тюрби.
В 1903 году Вильгельм Майбах разработал три новые модели: два серийных автомобиля и один гоночный. Самой базовой версией в линейке модификаций серии была модель 18/22 PS, которая отличалась от спортивной 3,0-литровым двигателем и слегка модифицированным шасси. Модификация с двигателем мощностью в 60 лошадиных сил («60 PS») принесла множество наград за победы в гонках на кубок Гордона Беннета 1903 года, в Остенде (1904 год), мировой рекорд скорости в Дейтоне (1905 год). Спортивная версия «90 PS», мощность которой составляла 90 л. с., также должна была принять участие в борьбе за кубок 2 июля и была подготовлена для погрузки на железнодорожный вагон на заводе DMG, однако она и ещё около 90 автомобилей были уничтожены в ночь с 9 на 10 июня во время пожара на заводе компании в Канштатте. Поэтому в гонках приняли участие только модели «60 PS», которые компания позаимствовала у своих же клиентов. Американский миллионер и автомобильный энтузиаст Кларенс Грей Динсмор отозвался на запрос DMG и предложил свой «Mercedes 60 PS». Транспортные средства были осмотрены и модифицированы специально для гонок в кратчайшие сроки. Кузова автомобилей окрасили в белый цвет, который являлся традиционный цветом немецких гонщиков тех времён. Времени на то, чтобы отправить автомобили в Ирландию по железной дороге не оставалось, поэтому они были вывезены через Францию к гоночной трассе близ Дублина их собственными силами. Гоночные модели добрались до места назначения в целости и сохранности за полтора дня до начала мероприятия. Соревнования состоялись в прохладный и пасмурный день 2 июля 1903 года. Бельгийский гонщик Камиль Женази, известный как «красный дьявол» из-за своей рыжей бороды и отчаянной храбрости, управляя автомобилем «Mercedes Simplex» с бортовым номером 4 достиг практически невозможного: после головокружительной езды против превосходящих соперников он выиграл гонку Гордона Беннетта в Ирландии. Средняя скорость гонщика на протяжении соревнования составляла 79,24 км/ч.
В том же 1903 году на берлинской автомобильный выставке Вильгельм Майбах лично повстречался с императором Германии Вильгельмом II, который выразил своё восхищение автомобилем. Поздравляя конструктора с победоносной разработкой, правитель противопоставил его достижения названию автомобиля (Simplex, т. е. «простой»):

Да, ваш автомобиль великолепен. Но он, однако, не так уж и прост. Тем не менее, я верю в лошадь. Автомобиль — это лишь временное явление.
Оригинальный текст (нем.) Ja, wunderschön, Ihr Motor! Aber na ganz so simplex ist er ja auch wieder nicht. Ich glaube an das Pferd. Das Automobil ist nur eine vorübergehende Erscheinung. 

В 1904 году произошло небольшое обновление модельного ряда серии. Так, например, модель «18/22 PS» была заменена на «18/28 PS». С 1905 года для удовлетворения интересов высшего общества стали выпускаться «Симплексы» с полностью закрытыми кузовами. Такие модификации имели деревянный каркас, снаружи обшивались жестью, а внутри отделывались древесиной ценных пород, кожей, бархатом и другими ценными тканями. Кроме того, слово «Simplex» стали исключать из именования автомобиля.
В 1907 году Майбах представил новую модификацию автомобиля с двигателем рабочим объёмом в 7959 куб. см. Мощность силового агрегата составляла 55 лошадиных сил. Ещё через год свет увидела модель с двигателем, рабочий объём которого составлял 9235 куб. см., а мощность составляла 65 л. с. при 1200 оборотах в минуту. Это была самая производительная версия из всей линейки. В 1909 году она именовалась как «36/65 PS».
Введение налога на роскошь 1 июля 1906 года привело к тому, что в 1909 году между всеми производителями, которые являются членами Немецкой Ассоциации автомобильной промышленности, было принято соглашение об особой рыночной индексации своих автомобилей в зависимости от объёма двигателя. По этой причине производитель снова сменил маркировку модельного ряда («45 PS» на «26/45 PS», «65 PS» на «36/65 PS»). А к концу года производство «Mercedes Simplex» было полностью прекращено.

### Современность
На сегодняшний день автомобиль Вандербильта находится в музее Mercedes-Benz и рассматривается как самый старый «Mercedes» из ныне существующих. Помимо него существует ещё 12 экземпляров, которые в период с ноября 2005 года по март 2006 года были представлены в музее в рамках специальной выставки. Все 13 автомобилей являются действующими и принимали участие в нескольких ежегодных памятных соревнованиях, таких как пробег ретромобилей из Лондона в Брайтон и возрождение кубка Гордона Беннета.

## Описание

### Дизайн
Внешний вид автомобиля был очень схож с предшественником: одноразмерные колёсные диски, широкая колёсная база, дверные проёмы, массивная решётка радиатора в передней части конструкции и тому подобное. Капот модели состоял из отполированных стальных листов. С правой стороны, где располагался водитель, устанавливался клаксон. В отличие от Mercedes 35 PS, новая модель получила большее число модификаций кузова, в том числе и с мягким закрытым верхом (ландо). Ежемесячное американское издание San Diego Magazine назвало дизайн гоночной версии автомобиля «простым и спортивным без всяких прикрас».
- Вид спереди
- Вид сзади
- Передняя панель
- Рулевое колесо

### Двигатель
На автомобиль устанавливался рядный четырёхцилиндровый и четырёхтактный двигатель внутреннего сгорания с двумя последовательными чугунными блоками на два цилиндра. Силовой агрегат располагался в передней части кузова и имел необычную конструкцию — цилиндры не оснащались съёмной головкой; впускной клапан стоял вверху, выпускной — внизу сбоку. Оба клапана приводились в движение от одного бокового распределительного вала длинными толкателями с коромыслами. Сбоку от двигателя крепился вертикальный карбюратор конструкции Майбаха, от которого два бронзовых патрубка шли вверх к двум парам цилиндров. Карбюратор снабжался системой обогащения состава горючей смеси. Система зажигания с низковольтным магнето и контактными точками в камере сгорания была дополнена блоком высокого напряжения, включающего стандартные свечи зажигания.
Для охлаждения силового агрегата применялся уже известный ячеистый радиатор Майбаха, однако мощность его была увеличена при помощи серии тонких канавок на трубках охлаждающей жидкости. В связи с этим значительно увеличилась эффективная площадь поверхности для охлаждения. Таким образом то же самое количество воды могло быть использовано для охлаждения значительно более мощного двигателя. Кроме того, дополнительно был установлен маховик (достаточно большой агрегат с диаметром 60 сантиметров), который оснащался направляющими лопатками для увеличения потока воздуха, проходящего через радиатор и моторный отсек. Вентилятор радиатора был размещён ниже, чем обычно, моторный отсек оснащён крышками и перегородками, а нижняя часть автомобиля закрывалась при помощи листовых металлических панелей. Система смазки представляла собой капельную подачу из сжатого масляного резервуара, установленного на боковой стороне шасси.
Модельный ряд двигателей «Mercedes Simplex» различался в зависимости от даты производства и состоял из: 1902 год — «20», «28», «40»; 1903 — «18/22», «60»; 1904—1910 — «18/28», «28/32», «40/45», «55» и «65». Индексация моделей отражала мощность силовых агрегатов в лошадиных силах. 60-сильный «Mercedes Simplex» являлся флагманской моделью серии. Самый мощный автомобиль компании, он успешно зарекомендовал себя в гонках.

### Шасси

#### Подвеска
Шасси автомобиля было разработано с расчётом на унифицированность, благодаря чему модельный ряд «Mercedes Simplex» состоял из облегчённых гоночных автомобилей и комфортабельных, многоместных семейных транспортных средств. Кованые жёсткие оси автомобиля крепились к раме из прессованной стали с U-образными лонжеронами при помощи эллиптических рессор. Рулевое управление находилось с правой стороны и оснащалось червячным механизмом. Рулевое колесо было выполнено из дерева. С 1903 года в конструкции подвески стали применяться полуэллиптические и трёхчетвертные эллиптические рессоры.

#### Трансмиссия
Трансмиссия автомобиля представляла собой механическую коробку переключения передач с 4 передачами и задним ходом, которая оснащалась шарикоподшипниками вместо устаревших подшипников скольжения. Крутящий момент двигателя передавался на промежуточную ось с дифференциалом, а с неё, при помощи цепного привода, на задние колёса.

#### Тормозная система
Тормозная система автомобиля состояла из двух элементов — ножного ленточного тормоза, который воздействовал на выходной вал коробки передач, и дополнительного ручного тормоза с тросовым управлением, который управлял двумя тормозными барабанами на задних колёсах. Охлаждение тормозной системы производилось при помощи разбрызгивания жидкости из специального резервуара на трущиеся поверхности.

#### Колёса и шины
Оригинальные колёса автомобиля 1902 года были сделаны из дерева с металлическими ободами и оснащались пневматическими шинами с шариковыми подшипниками в ступицах. Их дизайн был позаимствован у предшественника — те же 12 несъёмных спиц.
Размер первой версии колёс был такой же, как и у «Mercedes 35 PS»: 910 x 90 спереди и 1020 x 120 сзади. На некоторые модификации устанавливались колёса размером 915 x 105 спереди и 920 x 120 сзади. Модели 1909 года обладали колёсами размером 915 x 105 спереди и 935 x 135 сзади, что сделало их ещё более одноразмерными визуально.
- Переднее колесо автомобиля
- Крепление колеса
- Вид заднего колеса сбоку
- Цепной привод к задним колёсам

## Автоспорт
Автомобили «Mercedes Simplex» неоднократно принимали участие в различных спортивных соревнованиях и заездах, завоевав большое число различных наград и призовых мест.
| Дата            | Место / Событие       | Водитель                            | Страна   | Результат                     | Автомобиль             |
| --------------- | --------------------- | ----------------------------------- | -------- | ----------------------------- | ---------------------- |
| 31 августа 1902 | Франкфурт             | Вильгельм Вернер                    | Германия | 1-е место                     | Mercedes Simplex 40 PS |
| 1 апреля 1903   | Ницца—Ла-Тюрби        | Отто Иеронимус (команда Mercedes)   | Германия | 1-е место                     | Mercedes Simplex       |
| 1 апреля 1903   | Ницца—Ла-Тюрби        | Вильгельм Вернер (команда Mercedes) | Германия | 2-е место                     | Mercedes Simplex       |
| 1 апреля 1903   | Ницца—Ла-Тюрби        | Луи Зборовский                      | Польша   | авария                        | Mercedes Simplex       |
| 7 апреля 1903   | Мильная гонка в Ницце | Герман Браун                        | Германия | 1-е место                     | Mercedes Simplex       |
| 25 мая 1904     | Бельгия               | Пьер де Катерс                      | Бельгия  | 97,25 миль/ч (мировой рекорд) | Mercedes Simplex 60 PS |
| 19 июня 1904    | Франкфурт             | Вилли Пёге                          | Германия | 1-е место                     | Mercedes Simplex 60 PS |